# BP (oliemaatschappij)
BP is een aardoliebedrijf met een hoofdkantoor in Londen. Het behoort tot de 'Supermajor'-maatschappijen, de zes grootste staatsonafhankelijke oliemaatschappijen.

## Activiteiten
BP is wereldwijd in ongeveer 60 landen actief. In 2023 produceerde het 1,4 miljoen vaten olie-equivalent per dag; dit is de som van aardolie en aardgas. In de Verenigde Staten werd de helft van het totaal geproduceerd en het aandeel van Europa was 15%. De reserves waren zo'n 5,1 miljard vaten olie-equivalent. Een groot deel van de ruwe olie wordt verwerkt in de eigen raffinaderijen die per dag 1,9 miljoen vaten olie kunnen verwerken. Wereldwijd heeft het bedrijf 21.100 verkooppunten voor brandstoffen en 87.800 werknemers.

### Operationele en financiële resultaten
In 2022 rapporteerde BP een omzet van US$ 241 miljard, maar een nettoverlies van US$ 1,4 miljard. In dit jaar schreef het US$ 24 miljard af op op het minderheidsbelang in de Russische olie- en gasmaatschappij Rosneft. BP besloot de samenwerking te staken in protest tegen de Russische inval in Oekraïne in februari 2022.
| Jaar | Omzet          | Netto- resultaat | Werk nemers | Olie en NGL productie (×1000 vpd) | Gas- productie (×miljoen cfd) | CO2-eq uitstoot(×miljoen ton) |
| Jaar | (×US$ miljoen) | (×US$ miljoen)   | Werk nemers | Olie en NGL productie (×1000 vpd) | Gas- productie (×miljoen cfd) | CO2-eq uitstoot(×miljoen ton) |
| ---- | -------------- | ---------------- | ----------- | --------------------------------- | ----------------------------- | ----------------------------- |
| 2005 | 239.792        | 22.157           | 97.600      | 2562                              | 8424                          | 78                            |
| 2010 | 297.107        | −5.719           | 79.700      | 2347                              | 8401                          | 65                            |
| 2015 | 222.894        | −6.482           | 79.800      | 2045                              | 7146                          | 49                            |
| 2020 | 180.366        | –20.305          | 63.600      | 2106                              | 7929                          | 41                            |

### BP in Nederland

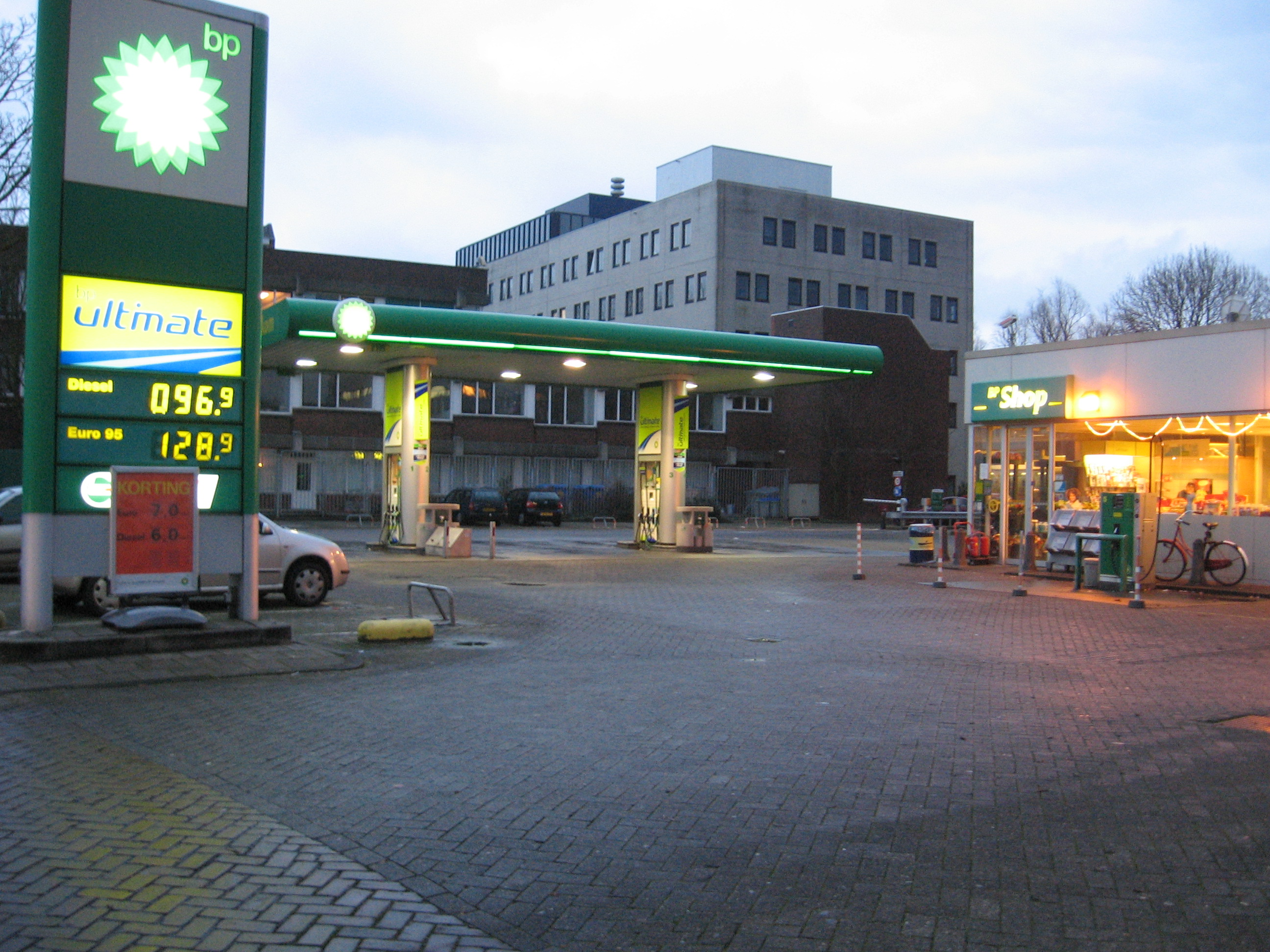
BP-tankstation in Groningen

Nerefco (Netherlands Refining Company b.v.) ontstond in 1990 uit een joint venture van de British Petroleum Raffinaderij Nederland N.V. gevestigd aan de Zesde Petroleumhaven in Europoort en de Texaco raffinaderij aan de Tweede Petroleumhaven te Pernis. BP en Texaco hadden hierin een aandeel van respectievelijk 65% en 35%. De raffinaderij in Pernis werd in 1997 gesloten en de raffinaderijinstallaties en -gebouwen ontmanteld en gesloopt. Het terrein heeft sindsdien een distributiefunctie met olieopslagtanks en laadinstallaties. Vanaf 1 april 2007 is BP 100% eigenaar van Nerefco. Het 35%-Texacoaandeel werd overgenomen voor zo'n US$ 900 miljoen. De naam van de Nerefcoraffinaderij in Europoort werd omgedoopt in BP Raffinaderij Rotterdam met als nevenvestiging de voormalige Nerefco (ex-Texaco, nu Chevron)-raffinaderij in Pernis. De raffinaderij heeft een capaciteit van 400.000 vaten per dag.
BP is verder een van de zes partners in de Maasvlakte Olie Terminal. Voor de verkoop van de producten heeft BP in Nederland ongeveer 300 tankstations, goed voor een marktaandeel van 14%. In Nederland werken zo'n 2000 mensen voor BP. Op de Noordzee en in de omgeving van Alkmaar produceerde BP op een aantal locaties aardolie en vooral aardgas, en had ook een faciliteit voor ondergrondse opslag ervan. Deze activiteiten zijn eind 2006 overgenomen door Taqa, het staatsenergiebedrijf van Abu Dhabi.
In november 2024 maakte BP bekend alle tankstations in Nederland te gaan verkopen, dat zijn 335 stations inclusief 25 elektrische laadpunten. Reden voor de verkoop zijn betere investeringskansen buiten Nederland. In juli 2025 werd de koper bekend gemaakt, Catom gaat de tankstations en het bijbehorende wagenparkactiviteiten overnemen. De stations worden omgebouwd naar OK-stations.

### BP in België
BP in Geel is een belangrijk productiecentrum van gezuiverd tereftaalzuur (PTA) en paraxyleen (PX). De fabriek geeft werk aan ongeveer 400 eigen medewerkers (BP) en gemiddeld 150 partners (contractanten, vaste onderaannemers). De site ligt op 45 km van Antwerpen en maakt deel uit van de Kempische chemiecluster. Deze laatste strekt zich uit langsheen het Albertkanaal, omvat onder meer de gemeenten Beringen, Tessenderlo, Meerhout, Geel en Westerlo en heeft een sterke binding met de Antwerpse chemie en haven. In juli 2020 raakte bekend dat INEOS deze hele BP-site gaat overgenomen.

## Geschiedenis

### 1900 - 1955
Het bedrijf BP begon in mei 1901, toen William Knox D'Arcy toestemming kreeg van de sjah van Perzië om naar oliebronnen van het land te zoeken en deze te exploiteren. Deze oliebronnen werden gevonden in 1908. Deze waren de eerst aanzienlijke commerciële vondsten in het Midden-Oosten. Op 14 april 1909 werd de APOC, Anglo-Persian Oil Company gevormd om de bronnen te exploiteren. Het bedrijf groeide langzaam tot de Eerste Wereldoorlog, toen de Britse overheid wegens strategisch belang een controlerende taak verkreeg in het bedrijf gedurende de Eerste Wereldoorlog.
Vanaf 1917 werd de naam British Petroleum gebruikt, waarin de Britse overheid ondertussen 51% van de aandelen had. Na de oorlog werd doorgegaan met de handel met Perzië, dit was de belangrijkste bezigheid van het bedrijf. Hieruit volgde de Anglo-Persian overeenkomst in 1919.
In 1931 werd, gedeeltelijk, door de economische gebeurtenissen van die tijd, het bedrijf Shell-Mex and Bp Ltd gevormd uit de BP marketing operations in het Verenigd Koninkrijk en Shell-mex Ltd. Dit bedrijf bleef handelen totdat Shell en BP uit elkaar gingen in 1975.
In 1932 werd APOC's toestemming voor het exploiteren van het land naar olie beëindigd. Binnen een jaar werd deze beëindiging weer teruggedraaid. Hierbij verkreeg de Perzische overheid een groter deel van de winsten. In 1936 werd Perzië hernoemd tot Iran en werd de APOC de AIOC, the Anglo-Iranian Oil Company.
Na de Tweede Wereldoorlog werd door de AIOC en de Iraanse overheid in 1949 tot een nieuwe overeenkomst gekomen. In maart 1951 werd de prowesterse premier Ali Razmara vermoord. In april 1951 kwam er een wet die de olie-industrie nationaliseerde. Verder werden de AIOC en de sjah gedwongen het land te verlaten.
De nationalisering werd door het AIOC tevergeefs aangevochten bij het Internationale Gerechtshof in Den Haag. De Britse overheid overtuigde de Verenigde Staten (VS) dat Iran langzaam werd beïnvloed door de Sovjet-Unie. Deze strategie van de Britse overheid was gekozen, omdat de VS midden in de Koude Oorlog zat. De VS werden overtuigd om de democratisch gekozen premier Mohammed Mossadeq af te zetten en de pro-westerse generaal Fazlollah Zahedi als premier te benoemen van Iran. Deze coup werd operatie Ajax genoemd. Mohammed Mossadeq was van mening dat nationalisering de enige manier was om de Britse exploitatie van Iraanse oliebronnen te beëindigen.
Op 19 augustus 1953 werd premier Mohammed Mossadeq gedwongen af te treden en werd vervangen door Zahedi en de sjah werd teruggeroepen. De AIOC werd de British Petroleum Company in 1954. BP bleef opereren in Iran tot de Islamitische Revolutie in 1978. Dit verlies van Iraanse bronnen werd opgevangen door grote investeringen buiten Iran.

### Na 1955
Een paar jaar na de Suezcrisis van 1956 startte BP een boorprogramma in Alaska, maar toen werd er geen olie gevonden. In 1967 verkreeg BP, samen met partner Sinclair Oil, een concessie voor het zoeken naar olie in Prudhoe Bay in het uiterste noorden van Alaska. Op 1 december 1967 werd daar olie aangetroffen in wat later het grootste veld van Noord-Amerika is gebleken. Om de olie af te voeren werd besloten BP en partners de Trans-Alaska pijpleiding aan te leggen van het uiterste noorden naar de zuidelijke havenplaats Valdez. De aanleg duurde echter veel langer dan verwacht en pas medio 1977 kwam de oliestroom op gang. Tussen 1981 en 1989 produceerde het veld ongeveer 1,5 miljoen vaten olie per dag (vpd) waarna een geleidelijke daling optrad. In 2008 lag de productie nog op ruim een kwart miljoen vpd. Over een periode van 30 jaar was de totale productie uit het Prudhoe Bay-veld ongeveer 12 miljard vaten, waarvan 5 miljard vaten voor BP. Alaska is voor BP nog steeds een belangrijk oliegebied en daar liggen ook de grootste, nog niet ontwikkelde gasvoorkomens van het concern.
In augustus 1998 kondigden BP en het Amerikaanse Amoco een fusie aan. De bundeling werd goedgekeurd en "BP Amoco" werd eind 1998 het op twee na grootste olie-, gas- en chemieconcern ter wereld. Alleen Shell en Exxon waren nog groter. BP kreeg 60% van de aandelen in handen en de oud-aandeelhouders van Amoco de overige 40%. BP had in 1997 een omzet van ongeveer 64 miljard euro en Amoco volgde met een ruime achterstand met een omzet van een kleine 30 miljard euro. Amoco telde 43.000 werknemers en BP zo’n 56.450. Amoco was in 1889 opgericht en produceerde gemiddeld 637.000 vpd per dag. De productie van BP lag op 1,25 miljoen vpd, maar Amoco produceerde wel tweemaal zoveel aardgas als BP. Het hoofdkwartier van BP Amoco kwam in Londen en het bedrijf kwam onder leiding te staan van BP-topman John Browne. Na een jaar werd de naam weer gewijzigd in "BP".
Op 1 september 2003 kondigde BP en het Russische Alfa-Access-Renova (AAR) consortium een samenwerkingsverband aan. De activiteiten in Rusland en Oekraïne werden samengevoegd in één organisatie TNK-BP waarbinnen beide partijen een belang hebben van 50%. In 2009 produceerde deze joint venture 1,7 miljoen vpd, dit is ongeveer een vijfde van de totale productie van BP. Verder heeft TNK-BP vijf raffinaderijen en 1.400 benzinestations met de merknamen BP of TNK. TNK-BP is na Rosneft en LUKoil de derde oliemaatschappij van Rusland. In 2008 hadden de partijen een fiks meningsverschil over de machtsverhoudingen binnen TBK-BP. De ruzie liep zo hoop op dat Britse bestuursleden toegang tot het land werden ontzegd. In januari 2009 werden partijen het eens en werd een nieuwe overeenkomst gesloten.
BP besloot in 2004 Innovene op te richten. In deze dochteronderneming werden de olefinen- en derivatenactiviteiten samengebracht en twee raffinaderijen. BP wilde deze activiteiten afstoten of via een beursgang of door middel van een verkoop. INEOS kocht op 16 december 2005 deze activiteiten voor US$ 8,7 miljard. Innovene realiseerde in 2004 een omzet van zo'n US$ 18 miljard.
Verder nam BP in 2006 een klein aandelenbelang van 1,3% in de grootste Russische oliemaatschappij Rosneft. In januari 2011 kondigden BP en Rosneft een verdere intensifiëren van de samenwerking aan waarbij BP een aandelenbelang koopt van 9,5% in Rosneft en Rosneft een belang van 5% in BP. Dit financiële kruisverband is het directe gevolg van de afspraak om samen naar olie en gas te gaan zoeken in de Karazee. In 2010 heeft Rosneft drie licenties verkregen om in een gebied met een oppervlakte van 125.000 km² te gaan boren. BP heeft veel kennis om in moeilijke en winterse omstandigheden te werken, dankzij de ervaring in Alaska. Als de zoektocht succesvol zou verlopen, dan zou de productie van aardolie en/of gas rond het jaar 2020 beginnen. Na het bekendmaken van deze overeenkomst kwam er hevig verzet van de Russische aandeelhouders in TNK-BP. Zij waren van mening dat BP in Rusland alleen actief mag zijn via TNK-BP en zij waren niet door vooraf BP geïnformeerd. BP heeft nog een poging gedaan de mede-aandeelhouders in TNK-BP uit te kopen, maar zonder resultaat. Medio mei 2011 werd het contract ontbonden en Rosneft ging op zoek naar andere partners.
Op 1 juni 2012 maakte BP bekend zijn belang in TNK-BP te willen verkopen. Redenen voor de verkoop zijn de verstoorde verhouding met de partners in de Russische joint venture na het afbreken van de overeenkomst met Rosneft en de noodzaak bezittingen te gelde te maken na de olieramp in de Golf van Mexico 2010. BP heeft verklaard de helft van de totale verkoopopbrengst, geschat op US$ 20-30 miljard, te willen reserveren voor speciale uitkeringen aan zijn aandeelhouders. Op 22 oktober 2012 werd Rosneft als koper bekendgemaakt. Het Russische staatsolieconcern betaalde US$ 17,1 miljard in contanten en verder een aanzienlijk bedrag in aandelen. Deze aandelen vertegenwoordigden een belang van 12,84% in Rosneft. BP nam verder nog aandelen Rosneft over van de Russische overheid ter waarde van US$ 4,8 miljard. BP kreeg een aandelenbelang van 19,75% in Rosneft en werd daarmee de op een na grootste aandeelhouder. BP kreeg verder twee van de negen zetels in de raad van bestuur van Rosneft. In 2011 produceerde TNK-BP bijna 2 miljoen vpd hetgeen resulteerde in een jaaromzet van US$ 60 miljard en een nettowinst van US$ 9 miljard. Het belang in TNK-BP heeft veel geld opgeleverd, op een investering van US$ 8 miljard heeft BP sinds 2003 in totaal US$ 19 miljard aan dividenden ontvangen boven op de verkoopprijs van het aandelenpakket. Op 21 maart 2013 werd de verkoop daadwerkelijk afgerond. BP rapporteerde een winst van US$ 15,5 miljard op deze transactie.
Op 27 juli 2018 werd BP de koper van de Amerikaanse olie-activiteiten op het vasteland van BHP. BP betaalde hiervoor US$ 10,5 miljard en het was daarmee de grootste acquisitie van BP in de afgelopen 20 jaar. BP kreeg hiermee belangen in velden in de energieregio’s Permian, Eagle Ford en Haynesville in Texas en Louisiana. Na de overname steeg BP’s Amerikaanse olieproductie van 744.000 vpd naar 885.000 vpd. Door de aanwinst te bundelen met bestaande activiteiten verwachtte BP zo’n US$ 350 miljoen aan efficiëntie voordelen te behalen. Om de aanschaf te betalen, verkocht BP in 2019 en 2020 voor US$ 10 miljard aan activiteiten. Al in augustus 2019 meldde BP de verkoop van de activiteiten in Alaska aan Hilcorp Alaska voor US$ 5,6 miljard. BP verkocht alle upstream olie- en gasbelangen en het belang in de Trans-Alaska-pijpleiding.
Begin juni 2020 besloot BP te snijden in het personeelsbestand, van de huidige 70.000 banen verdwijnen er zo'n 10.000 om kosten te besparen. Twee weken later maakte het bekend de petrochemische divisie te verkopen aan INEOS voor US$ 5 miljard. De petrochemische installaties zijn verspreid over 14 locaties in Europa, Azië en de Verenigde Staten en er werken zo'n 1700 mensen. INEOS direct betaalt direct 400 miljoen dollar en als de transactie tegen het eind van dit jaar voltooid is nog eens US$ 3,6 miljard. In 2021 wordt het restant betaald.
Op 27 februari 2022 maakte BP bekend haar belang van 19,75% in Rosneft van de hand zal doen omwille van de Russische militaire inval in Oekraïne. Verder trok BP per direct zijn twee bestuurders, Bernard Looney en Bob Dudley, in Rosneft terug. Het belang stond voor US$ 14 miljard op de balans. Als een gevolg van dit besluit, nam BP een totale last van US$ 24,4 miljard in de resultaten over het eerste kwartaal van 2022.
In augustus 2022 verkocht BP het aandelenbelang van 50% in de BP-Husky Toledo raffinaderij voor US$ 300 miljoen aan Cenovus Energy Inc.. Vanaf 2008 was Cenovus al partner in deze raffinaderij met een capaciteit van 160.000 vaten per dag. BP heeft nog twee raffinaderijen in de Verenigde Staten, Whiting in Indiana en Cherry Point in Washington.
In mei 2023 werd de overname afgerond van TravelCenters of America Inc.. Dit Amerikaanse bedrijf werd in 1972 opgericht en telt meer dan 18.000 medewerkers verdeeld over 281 vestigingen die opereren onder de namen TA, Petro Stopping Centers en TA Express. In 2022 had dit bedrijf een omzet van US$ 10 miljard, maar de winstmarges zijn laag. BP betaalde circa US$ 1,3 miljard om alle aandelen in handen te krijgen.

## Ongelukken

### Raffinaderijramp in Texas City
Op 23 maart 2005 explodeerde een van de grootste raffinaderijen van BP in de VS. Daarbij werden 15 mensen gedood en raakten 180 mensen gewond. Oorzaak van het ongeluk was een overgelopen kolom gevuld met koolwaterstoffen. Daardoor werd er een dampwolk gevormd die vervolgens ontstak en voor de ontploffing zorgde. De OSHA (organisatie in de VS verantwoordelijk voor arbeidsomstandigheden) legde op 30 oktober 2009 een boete op van US$ 87 miljoen aan BP vanwege falend toezicht op de veiligheidsmaatregelen.

### Ramp met boorplatform Deepwater Horizon
Op 20 april 2010 vond een explosie plaats op het door BP geëxploiteerde boorplatform Deepwater Horizon in de Golf van Mexico voor de kust van de Amerikaanse staat Louisiana. Twee dagen later zonk het tijdens bluspogingen in het daar ter plekke 1500 meter diepe zeewater. Er waren daarbij elf vermisten van het boorplatform, die tot dodelijke slachtoffers moeten worden gerekend.
Door de ontploffing ontstond een enorme olievervuiling, die tot de grootste milieurampen in de Amerikaanse geschiedenis gerekend wordt, die de kusten aan de Golf van Mexico bedreigt. Voor de watervogels, het leven in de oceaan, en de lokale bevolking die hun inkomstenbron (visserij) hierdoor verliezen, zijn de vooruitzichten somber.
Op 4 augustus 2010 startte BP met het definitief afsluiten van het lek. Een zware vloeistof (boorvloeistof, drilling mud) werd in de oliepijp gespoten. Deze operatie kreeg de naam 'static kill'. Twee dagen later wordt een toplaag van cement aangebracht. Het lek wordt nu beschouwd als definitief gedicht.
Financieel was de schade groot. Over het boekjaar 2010 nam BP een voorziening ter grootte US$ 40,9 miljard ten laste van het resultaat. Het concern leed voor de eerste maal sinds 1992 een verlies van US$ 3,7 miljard. In juli 2010 had het bedrijf aangekondigd voor US$ 30 miljard aan bezittingen te verkopen om de kosten van de milieuramp te betalen. Per ultimo 2010 had BP US$ 22 miljard van dit verkoopplan gerealiseerd.

## Rapporten
Sedert 1951, publiceerde BP jaarlijks een Statistical Review of World Energy, beschouwd als een referentie in de energiesector. BP is hiermee gestaakt en heeft het overgedragen aan The Energy Institute. Deze laatste zet de publicatie voort en BP blijft informatie aanleveren.